# نادي فرانكفورت
نادي فرانكفورت الأول لكرة القدم (بالألمانية: 1. FC Frankfurt) هو نادي كرة قدم ألماني تأسس في 2 أغسطس 1951، بمدينة لايبزيغ تحت اسم فوروارتس لايبزيغ (بالألمانية: Vorwärts Leipzig). ويقع مقره الآن مدينة فرانكفورت بولاية براندنبورغ بألمانيا الشرقية. يشارك الآن النادي في دوري نوف-أوبيرليغا نورد وهو المستوى الخامس من مستويات دوريات كرة القدم في ألمانيا. ويلعب الفريق مبارياته الرسمية على ملعبه ملعب فرودينشافت ستاديون والذي يتسع لحضور 12,000 ألف متفرج.
بعد ما تأسس النادي في 1951، انتقل مقره إلى برلين الشرقية وتغير اسمه ليصبح فوروارتس برلين (بالألمانية: Vorwärts Berlin) وشارك في كأس ألمانيا الشرقية عدة مرات. ومنذ عام 1971 لعب النادي في فرانكفورت بعدما انتقل إلى موقعه الجديد في مدينة فرانكفورت بولاية براندنبورغ بألمانيا الشرقية، حيث لعب تحت اسم فوروارتس فرانكفورت (أودر) (بالألمانية: FC Vorwärts Frankfurt (Oder)) ثم فوروارتس فيكتوريا 91 فرانكفورت (أودر) (بالألمانية: FC Victoria '91 Frankfurt (Oder)) ثم فرانكفورت فيكتوريا (بالألمانية: Frankfurter FC Viktoria). وفي يوليو 2012، اندمج فرانكفورت فيكتوريا (بالألمانية: Frankfurter FC Viktoria) مع نادي مسف إينراشت فرانكفورت (بالألمانية: MSV Eintracht Frankfurt) ليصبح اسمه كما هو عليه الآن نادي فرانكفورت (بالألمانية: 1. FC Frankfurt).